# سوزان كوتس
سوزان كوتس (بالإنجليزية: Susan Coates)‏ هي عالمة نفس أمريكية، ولدت في 1940.